# Paul Schädler
Paul Schädler (* 24. März 1930 in Zeltingen; † 2. Juli 2025) war ein deutscher Verwaltungsjurist und Politiker (CDU). Er war von 1969 bis 1983 Landrat des Landkreises Ludwigshafen und anschließend bis 1991 Regierungspräsident des Regierungsbezirks Rheinhessen-Pfalz.

## Leben
Schädler wuchs in Zeltingen (Mosel) auf und studierte Rechts- und Staatswissenschaften an der Johannes Gutenberg-Universität Mainz. 1961/62 war er Regierungsassessor beim Landratsamt Worms und anschließend persönlicher Referent des rheinland-pfälzischen Innenministers August Wolters. Mit dem Versuch einer Bearbeitung der Bücher I–IV des Werkes „Seduardus sive de vera jurisprudantia“ von Joachim Hopper (1523–1576) wurde Schädler 1968 an der Universität Mainz zum Dr. iur. promoviert. 
Im selben Jahr wurde er Landrat des Landkreises Landau. Da der Landkreis zwei Jahre später aufgelöst wurde, wechselte er als Landrat zum Landkreis Ludwigshafen (dem heutigen Rhein-Pfalz-Kreis), wo er sich für die Bekämpfung der Schnakenplage engagierte. Dort amtierte er bis 1983. Parallel dazu wurde er 1974 Vorsitzender des Raumordnungsverbands Rhein-Neckar und 1980 Vorsitzender des Landkreistags Rheinland-Pfalz. 
Von 1983 bis 1991 war Schädler Regierungspräsident von Rheinhessen-Pfalz. Paul Schädler war zudem als Versammlungs-Vorsitzender der Anstalt für Kabelkommunikation in Ludwigshafen tätig. Nach seinem Rückzug vom Amt des Regierungspräsidenten ließ sich der in Dudenhofen wohnende Jurist als Rechtsanwalt nieder. Er war verheiratet und hatte vier Kinder.
Er war Initiator und Mitbegründer der Bundesvereinigung SelbstständigkeitsHilfe bei Teilleistungsschwäche (SeHT). Am 2. Juli 2025 starb Schädler im Alter von 95 Jahren.

## Ehrungen
- Schädler erhielt 1991 das Bundesverdienstkreuz 1. Klasse der Bundesrepublik Deutschland.
- Der Rhein-Pfalz-Kreis ernannte ihn 2012 zu seinem ersten Ehrenbürger.[5][6]